# Hariprasad Chaurasia

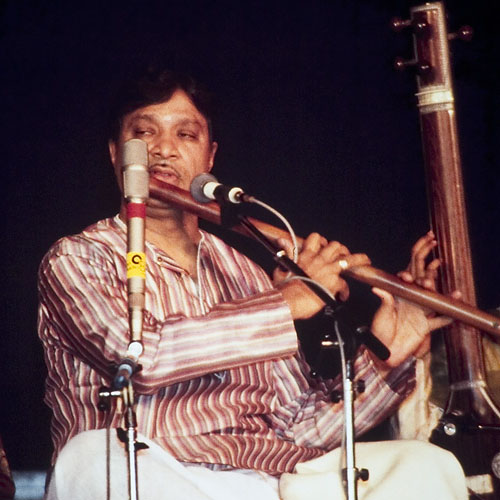
Hariprasad Chaurasia, 1988

Hariprasad Chaurasia (né le 1er juillet 1938 – ; Hindi: हरिप्रसाद चौरसिया, Hariprasād Caurasiyā) est un virtuose du bansurî, la flûte classique en bambou de l’Inde du Nord. Auteur d'une discographie abondante, il se produit régulièrement sur toutes les scènes du monde.

## Biographie
Hariprasad Chaurasia naît le 1er juillet 1938, à Allāhābād, une ville indienne du sud de l’État d’Uttar Pradesh. Il commence sa carrière musicale avec Pandit Raja Ram. Hariprasad Chaurasia est un spécialiste de la musique hindoustanie.
En 1967, il participe avec Shivkumar Sharma et Brij Bhushan Kabra, à l'élaboration et l'enregistrement de l'album Call of the Valley, qui contribue fortement à l'ouverture de l'Occident à la musique indienne.
L'année suivante, en 1968, il participe à l'enregistrement de la chanson The Inner Light des Beatles.
Hariprasad Chaurasia a formé un duo avec Shivkumar Sharma, nommé Shiv-Hari, et ils ont ensemble composé la musique de plusieurs films indiens.
Il a enseigné la musique indienne au Codarts hogeschool voor de kunsten, le Conservatoire national de Rotterdam, assisté par Henri Tournier.
Hariprasad Chaurasia a également composé et joué, avec Henri Tournier et Pablo Cueco, Adi Anant, un concerto pour bansurî, tablâ et ensemble d'instruments occidentaux. La pièce a été créée au Théâtre de la Ville de Paris, puis au Royal Festival Hall de Londres.
En février 1992, il a enregistré une œuvre majeure, Ragas du Nord et du Sud, à l'Arsenal de Metz.
Il est l'oncle du flûtiste Rakesh Chaurasia, joueur émérite de Bansurî.

## Discographie partielle
- Call of the Valley, 1967.
- Krishnadhwani 60, 1978.
- Making Music, ECM, 1987.
- Ragas du Nord et du Sud, Adès , 1992.
  - Puriya Kalyan (Nord)
  - Jansammohini (Sud)
- Maharishi Gandharva Veda : Bansuri, Hari Prasad Chaurasia (Vol 9) - série de 8 CD[5], 1995
  - 4am to 7am Raga Bhairava: Integration[6]
  - 7am to 10am Raga Gurjari Todi: Compassion
  - 10am to 1pm Raga Vrindavani Saranga: Greater Energy
  - 1pm to 4pm Raga Multani: Affuence
  - 4pm to 7pm Raga Marwa: Coherence
  - 7pm to 10pm Raga Desh: Joy
  - 10pm to 1am Raga Abhogi: Peaceful Slumber
  - 1am to 4am Raga Sindhu Bhairavi: Gentleness
- Music for Reiki, Saregama India Ltd, 1998.
- Adi Anant, Navras records, 2001.
- Maharishi Gandharva Veda : Bansuri, Hari Prasad Chaurasia (Vol 16) - série de 8 CD[7]
  - 4am to 7am Raga Bhairava
  - 7am to 10am Raga Jaita
  - 10am to 1pm Raga Ahir Lalita
  - 1pm to 4pm Raga Samanta Saranga
  - 4pm to 7pm Raga Puriya Dhanashri
  - 7pm to 10pm Raga Maru Bihaga
  - 10pm to 1am Raga Gunji Kanada
  - 1am to 4am Raga Shuddha Vasanta

## Prix et distinctions
- Sangeet Natak Academy - 1984
- Konark Samman - 1992[9]
- Padma Bhushan - 1992
- Yash Bharati Sanman - 1994
- Padma Vibhushan - 2000
- Hafiz Ali Khan Award - 2000
- Dinanath Mangeshkar Award - 2000
- Pune Pandit Award - 2008, by The Art & Music Foundation, Pune, India
- Akshaya Sanman - 2009
- National Eminence award, NADA VIDYA BHARTI by Visakha Music and Dance Academy, Vizag  - 2009
- Ajanma (solo)  2015  by granvat

## Liens
- (en) Site officiel